# Kladernica
Klladërnicë en albanais et Kladernica en serbe latin (en serbe cyrillique : Кладерница) est une localité du Kosovo située dans la commune/municipalité de Skenderaj/Srbica et dans le district de Mitrovicë/Kosovska Mitrovica. Selon le recensement kosovar de 2011, elle compte 1 646 habitants.

## Démographie

### Évolution historique de la population dans la localité
| 1948 | 1953 | 1961  | 1971  | 1981  | 1991  | 2011  |
| ---- | ---- | ----- | ----- | ----- | ----- | ----- |
| 757  | 819  | 1 029 | 1 224 | 1 501 | 1 674 | 1 646 |

|  |

### Répartition de la population par nationalités (2011)
En 2011, les Albanais représentaient 99,76 % de la population.